# Schoonspringen op de Olympische Zomerspelen 2016 – driemeterplank synchroon mannen
Het synchroonspringen voor mannen vanaf de driemeterplank op de Olympische Zomerspelen 2016 vond plaats op 10 augustus 2016. Acht teams van twee schoonspringers kwamen in actie in een directe finale. Regerend olympisch kampioenen waren Luo Yutong en Qin Kai.

## Uitslag
| Rang   | Namen                            | Land | Sprongen | Sprongen | Sprongen | Sprongen | Sprongen | Sprongen | Totaal |
| Rang   | Namen                            | Land | 1        | 2        | 3        | 4        | 5        | 6        | Totaal |
| ------ | -------------------------------- | ---- | -------- | -------- | -------- | -------- | -------- | -------- | ------ |
| Goud   | Chris Mears Jack Laugher         | GBR  | 52.80    | 53.40    | 84.66    | 85.68    | 86.58    | 91.20    | 454.32 |
| Zilver | Sam Dorman Michael Hixon         | USA  | 50.40    | 50.40    | 85.68    | 87.15    | 78.54    | 98.04    | 450.21 |
| Brons  | Cao Yuan Qin Kai                 | CHN  | 54.00    | 54.00    | 79.56    | 82.62    | 90.30    | 83.22    | 443.70 |
| 4      | Stephan Feck Patrick Hausding    | GER  | 52.80    | 51.60    | 80.19    | 74.55    | 69.36    | 81.60    | 410.10 |
| 5      | Jahir Ocampo Rommel Pacheco      | MEX  | 51.00    | 50.40    | 82.62    | 69.30    | 74.46    | 77.52    | 405.30 |
| 6      | Andrea Chiarabini Giovanni Tocci | ITA  | 52.80    | 51.00    | 80.58    | 64.98    | 70.35    | 75.48    | 395.19 |
| 7      | Jevgeni Koeznetsov Ilja Zacharov | RUS  | 53.40    | 51.60    | 76.50    | 62.01    | 63.00    | 78.66    | 385.17 |
| 8      | Ian Matos Luiz Outerelo          | BRA  | 48.60    | 28.80    | 61.38    | 66.33    | 70.38    | 57.12    | 332.61 |